# Associação Ferroviária de Esportes (femminile)
L'Associação Ferroviária de Esportes Feminino, nota anche semplicemente come Ferroviária o Ferroviária/Fundesport, è una squadra di calcio brasiliana, sezione femminile  dell'omonimo club con sede nella città di Araraquara, nello stato di San Paolo.

## Palmarès

### Competizioni nazionali
- Campeonato Brasileiro Série A1 Feminino: 1

2014
- Copa do Brasil de Futebol Feminino: 1

2014
- Campeonato Paulista Feminino de Futebol: 4

2002, 2004, 2005
2013

### Competizioni Internazionali
- Coppa Libertadores: 2

2015, 2020

## Organico

### Rosa 2022
Rosa, ruoli e numeri di maglia tratti dal sito ufficiale e aggiornati al 21 febbraio 2022.
| N. |                     | Ruolo | Calciatrice    |
| -- | ------------------- | ----- | -------------- |
| 1  | Brasile (bandiera)  | P     | Luciana        |
| 2  | Brasile (bandiera)  | P     | Lucilene       |
| 3  | Brasile (bandiera)  | P     | Yanne          |
| 4  | Brasile (bandiera)  | D     | Carol Tavares  |
| 5  | Brasile (bandiera)  | D     | Mylena Carioca |
| 6  | Brasile (bandiera)  | D     | Tamires        |
| 7  | Brasile (bandiera)  | D     | Barrinha       |
| 8  | Brasile (bandiera)  | D     | Jamille        |
| 9  | Brasile (bandiera)  | D     | Gessica        |
| 10 | Brasile (bandiera)  | D     | Camila         |
| 12 | Brasile (bandiera)  | D     | Anny           |
| 13 | Brasile (bandiera)  | D     | Luana          |
| 14 | Brasile (bandiera)  | D     | Yasmin Cosmann |
| 15 | Brasile (bandiera)  | C     | Amanda         |
| 16 | Brasile (bandiera)  | C     | Daiane         |
| 17 | Paraguay (bandiera) | C     | Fany Gauto     |

| N. |                       | Ruolo | Calciatrice       |
| -- | --------------------- | ----- | ----------------- |
| 18 | Brasile (bandiera)    | C     | Ingryd            |
| 19 | Brasile (bandiera)    | C     | Karina            |
| 20 | Paraguay (bandiera)   | C     | Graciela Martínez |
| 20 | Brasile (bandiera)    | C     | Duda              |
| 21 | Brasile (bandiera)    | C     | Nicoly            |
| 22 | Brasile (bandiera)    | C     | Rafa Mineira      |
| 23 | Portogallo (bandiera) | C     | Suzane            |
| 25 | Brasile (bandiera)    | C     | Aline Milene      |
| 26 | Brasile (bandiera)    | A     | Lurdinha          |
| 27 | Brasile (bandiera)    | A     | Eudimilla         |
| 28 | Venezuela (bandiera)  | A     | Guarecuco         |
| 29 | Brasile (bandiera)    | A     | Laryh             |
| 30 | Brasile (bandiera)    | A     | Maisa             |
| 31 | Brasile (bandiera)    | A     | Mariana           |
| 32 | Brasile (bandiera)    | A     | Raissa            |
| 33 | Brasile (bandiera)    | A     | Victória Liss     |